# Tarpoen
De tarpoen (Megalops atlanticus), soms Atlantische tarpoen of (in Suriname) trapoen is een straalvinnige vissensoort uit de familie van tarpons (Megalopidae). De wetenschappelijke naam van de soort werd voor het eerst geldig gepubliceerd in 1847 door Achille Valenciennes.

## Kenmerken
Deze grote en krachtige vissen hebben een hoog lichaam met grote, zilverglanzende schubben, een bovenstandige mond en grote ogen. Tevens hebben ze een diepgevorkte staartvin en een verlengde achterste rugvinstraal. De lichaamslengte bedraagt 130 tot 250 cm en het gewicht tot 160 kg.

## Leefwijze
Het voedsel van deze vissen bestaat uit sardines, ansjovissen en zeebarbelen.

## Voortplanting
Als de vrouwtjes zo'n zes jaar oud zijn worden grote hoeveeldheden eitjes (tot 12 miljoen per vrouwtje) afgezet in volle zee. De larven spoelen naar de kust waar ze in zoutwater, brakke estuaria of zoetwater tot volwassen dieren verder uitgroeien.

## Verspreiding en leefgebied
Ze leven in de Atlantische Oceaan in kustzeeën en soms zwemmen ze riviermondingen binnen. Tarpons kunnen in zuurstofarm water (riviermond bij eb) overleven door lucht te happen.

## Suriname
De vis is in Suriname gewild in de hengelsport, met name in het moerassige kustgebied van het oosten. Het is ook gewild als consumptievis en wordt bijvoorbeeld in masala's of tot visballetjes verwerkt.